# Свята Домініки
Це список державних свят Домініки.
| Дата                 | назва                  |
| -------------------- | ---------------------- |
| 1 січня              | Новий Рік              |
| Лютий або березень   | Карнавальний понеділок |
| Березень або квітень | Страсна п'ятниця       |
| Березень або квітень | Великодній понеділок   |
| 1-й понеділок травня | День праці             |
| Травень або червень  | Духів день             |
| 1-й понеділок серпня | День емансипації       |
| 3 листопада          | День Незалежності      |
| 4 листопада          | День суспільства       |
| 25 грудня            | Різдво                 |
| 26 грудня            | День подарунків        |